# Gemeente vervoerbedrijf Utrecht
Die Gemeente vervoerbedrijf Utrecht (GVU) war der Betreiber des städtischen Busnetzes der niederländischen Stadt Utrecht. Nach einer öffentlichen Ausschreibung im Jahr 2013 wurde das Unternehmen geschlossen und der Betrieb des Netzes vom Unternehmen Qbuzz, unter dem Namen U-OV, übernommen.
Die GVU war seit dem 1. Januar 2007 ein hundertprozentiges Tochterunternehmen der Connexxion und befördern auf 30 Linien jährlich etwa 34 Millionen Fahrgäste.
Etwa 600 Busfahrer fuhren die etwa 200 Busse. Insgesamt arbeiteten bei der GVU etwa 800 Menschen.

## Liniennetz
Das Liniennetz bestand aus 30 Linien.
Im Einzelnen sah das Liniennetz der GVU so aus:
| Linie             | Route | Besonderheiten                                                                                          |
| ----------------- | --- | --- |
| 1                 | Ziekenhuis Overvecht - Bahnhof Utrecht Overvecht - Utrecht Centraal Station - Jaarbeursplein - Bahnhof Utrecht Lunetten | |
| 2                 | Utrecht Centraal Station - Domplein - Centraal Museum - Utrecht Centraal Station                                        | Ringlinie in einer Richtung, außer am 4. Mai (Umleitung)                                                |
| 3                 | Burg. F. Andreaelaan - Utrecht Centraal Station - Zuilen - Zuilen Noord                                                 | |
| 4                 | Burg. F. Andreaelaan - Utrecht Centraal Station - Bedrijventerrein Cartesiusweg                                         | |
| 5                 | Voordorp - Utrecht Centraal Station - Ziekenhuis Oudenrijn - Kanaleneiland                                              | |
| 6                 | Zuilen - Overvecht Noord - Ziekenhuis Overvecht - Utrecht Centraal Station - Tolsteeg - Hoograven                       | |
| 7                 | Overvecht Noord - Utrecht Centraal Station - Ziekenhuis Oudenrijn - Winkelcentrum Kanaleneiland - Kanaleneiland Zuid    | |
| 8                 | Station Overvecht - Tuindorp Oost - Utrecht Centraal Station - Tolsteeg - Station Lunetten                              | |
| 10                | WKZ - AZU - Station Overvecht - Ziekenhuis Overvecht -Station Zuilen - Ziekenhuis Oudenrijn - Station Lunetten          | Mo–Fr, von 7:00 Uhr bis 19:00 Uhr.                                                                      |
| 11                | Utrecht Centraal Station - AZU - WKZ                                                                                    | |
| 12                | Utrecht Centraal Station - Stadion Galgenwaard - AZU                                                                    | Nicht während der Hauptverkehrszeit, nur in den Ferien                                                  |
| 12s               | Utrecht Centraal Station - Stadion Galgenwaard - AZU                                                                    | Mo–Fr, Nur in der Hauptverkehrszeit, nicht in den Ferien                                                |
| 13                | Utrecht Centraal Station - Stadion Galgenwaard                                                                          | Mo–Fr, Nur in der Hauptverkehrszeit, nicht in den Ferien                                                |
| 16                | Station Maarssen - Maarssendorp                                                                                         | Ma-So, Rijdt alleen in de middag, avond en laatste rit(ten) van de dag. Linie 36 nur in einer Richtung. |
| 17                | Station Maarssen - Maarssenbroek                                                                                        | Ma-So, Rijdt alleen in de middag, avond en laatste rit(ten) van de dag. Linie 37 nur in einer Richtung. |
| 19                | Utrecht Centraal Station - Terwijde - De Wetering                                                                       | Mo–Fr, morgens anders als mittags                                                                       |
| 24                | station utrecht - kanaleneiland- papendorp -industrie Ouderijn- busstation de meern                                     | |
| 26                | Terwijde - Vleuterweide - Utrecht Centraal Station - Zuilen                                                             | In den Ferien nur: Terwijde - Station Terwijde - CS                                                     |
| 28                | Utrecht Centraal Station - De Meern - Station Vleuten                                                                   | |
| 29                | Utrecht Centraal Station - P+R Papendorp - Papendorp                                                                    | Mo–Fr                                                                                                   |
| 30                | WKZ - AZU - Station Overvecht - Ziekenhuis Overvecht                                                                    | Mo–Fr, Hauptverkehrslinie, nicht in den Ferien                                                          |
| 31                | Station Lunetten - AZU                                                                                                  | Mo–Fr, Hauptverkehrslinie                                                                               |
| 32                | Station Maarssen - AZU - WKZ                                                                                            | Mo–Fr, Hauptverkehrslinie                                                                               |
| 35                | Maarssen Dorp - Maarssen Winkelcentrum - Klopvaart - Ziekenhuis Overvecht                                               | Mo–Sa                                                                                                   |
| 36                | Utrecht Centraal Station - Maarssen Winkelcentrum - Maarssendorp - Station Maarssen                                     | |
| 37                | Utrecht Centraal Station - Lage Weide - Station Maarssen                                                                | |
| 38                | Utrecht Centraal Station - Lage Weide - Station Maarssen                                                                | Mo–Fr, etwa bis 19:30 Uhr.                                                                              |
| 39                | Utrecht Centraal Station - Terwijde - Station Maarssen                                                                  | |
| 122               | Station Overvecht - Westbroek - Tienhoven - Nieuw-Loosdrecht                                                            | |
| 123               | Utrecht Centraal Station - Station Overvecht - Westbroek - Oud-Maarsseveen - Gageldijk                                  | Hauptverkehrslinie                                                                                      |
| 125               | De Meern busstation - Vleuten station - visa versa                                                                      | |
| 126               | De Meern busstation - Vleuten station - Maarssehnbroek station                                                          | |
| 127               | De meern busstation - vleuten station - haarzuilens - kockenen                                                          | |
| 211               | Utrecht Centraal Station - Rijnsweerd - Stadion Galgenwaard - Utrecht Centraal Station                                  | Mo–Sa, nur morgens, nicht in den Ferien.                                                                |
| 212               | Utrecht Centraal Station - Stadion Galgenwaard - Rijnsweerd - Utrecht Centraal Station                                  | Mo–Fr, nur mittags, nicht in den Ferien.                                                                |
| 229               | Utrecht Centraal Station - P+R Papendorp                                                                                | Donnerstagabend, Samstag und an verkaufsoffenen Sonntagen. durchgeführt als TaxiBus                     |
| SchouwburgExpress | Stadion Galgenwaard - Stadsschouwburg                                                                                   | Nur bei Großveranstaltungen in der Stadsschouwburg. Hin und Zurück.                                     |